# GDF15
GDF15 (англ. Growth differentiation factor 15) — білок, який кодується однойменним геном, розташованим у людей на короткому плечі 19-ї хромосоми. Довжина поліпептидного ланцюга білка становить 308 амінокислот, а молекулярна маса — 34 140.
| 10         |  | 20         |  | 30         |  | 40         |  | 50         |
| ---------- |  | ---------- |  | ---------- |  | ---------- |  | ---------- |
| MPGQELRTVN |  | GSQMLLVLLV |  | LSWLPHGGAL |  | SLAEASRASF |  | PGPSELHSED |
| SRFRELRKRY |  | EDLLTRLRAN |  | QSWEDSNTDL |  | VPAPAVRILT |  | PEVRLGSGGH |
| LHLRISRAAL |  | PEGLPEASRL |  | HRALFRLSPT |  | ASRSWDVTRP |  | LRRQLSLARP |
| QAPALHLRLS |  | PPPSQSDQLL |  | AESSSARPQL |  | ELHLRPQAAR |  | GRRRARARNG |
| DHCPLGPGRC |  | CRLHTVRASL |  | EDLGWADWVL |  | SPREVQVTMC |  | IGACPSQFRA |
| ANMHAQIKTS |  | LHRLKPDTVP |  | APCCVPASYN |  | PMVLIQKTDT |  | GVSLQTYDDL |
| LAKDCHCI   |  |            |  |            |  |            |  |            |

A: Аланін

C: Цистеїн

D: Аспарагінова кислота

E: Глутамінова кислота

F: Фенілаланін

G: Гліцин

H: Гістидин

I: Ізолейцин

K: Лізин

L: Лейцин

M: Метіонін

N: Аспарагін

P: Пролін

Q: Глутамін

R: Аргінін

S: Серин

T: Треонін

V: Валін

W: Триптофан

Кодований геном білок за функціями належить до цитокінів, факторів росту.
Секретований назовні.

## Роль у патології
Виявлена роль GDF15 у виникненні нудоти та блювання вагітності, зокрема лат. Hyperemesis Gravidarum. Рецептори до GDF15 сконцентровані у стовбурі мозку у зоні, відповідальній за нудоту та блювання, а високий рівень GDF15 у материнській крові виявлений у жінок з вираженими симптомами блювання під час вагітності.
Приблизно 2 % жінок з тяжким перебігом блювання вагітності потребують госпіталізації через стан Hyperemesis Gravidarum, який супроводжується невгамовним блюванням та нудотою впродовж усієї вагітності. Цей стан може призвести до дефіциту харчування, втрати маси тіла та зневоднення. Це також збільшує ризик передчасних пологів прееклампсії і згущенню крові, що може загрожувати життю матері та плоду.